# Santo Antônio do Planalto
Santo Antônio do Planalto é um município brasileiro do estado do Rio Grande do Sul.